# Benedikt Böhm
Benedikt „Bene“ Böhm (* 15. August 1977 in München) ist ein deutscher Extremskibergsteiger und -skifahrer aus München. Gemeinsam mit seinem verstorbenen Schulkameraden Sebastian Haag und Matthias Robl war er für kurze Zeit Rekordhalter im Skitourenrennlauf am Muztagata. 2012 bestieg er den Manaslu in einer Rekordzeit von 23,5 Stunden.

## Biografie
Böhm wuchs im Münchner Stadtteil Harlaching mit fünf Geschwistern auf. Einer seiner Brüder ist der Künstler Corbinian Böhm.
In seiner Kindheit war er Skilangläufer beim Münchner Skiclub Hochvogel und trainierte in den Sommermonaten das Berglaufen. Nach dem Abitur am Albert-Einstein-Gymnasium absolvierte er seinen Grundwehrdienst im Skizug bei den Gebirgsjägern.
Böhm war von 2003 bis 2006 Mitglied der deutschen Nationalmannschaft im Skibergsteigen und nahm bei der Weltmeisterschaft im Skibergsteigen 2006 im italienischen Cuneo teil. Er studierte Wirtschaftswissenschaften an der Oxford Brookes University und an der University of Massachusetts.
Bei der Double8-Expedition um Benedikt Böhm, die beim zweiten Versuch durch Ueli Steck unterstützt wurde, kamen Sebastian Haag und der   32-jährige italienische Bergsteiger Andrea Zambaldi bei einem Lawinenunglück an der Shishapangma im September 2014 ums Leben. Ziel der Expedition war es, innerhalb von nur sieben Tagen die beiden Achttausender Shishapangma und Cho Oyu im Speedski-Stil zu besteigen. Einen ersten Besteigungsversuch an der Shishapangma eine Woche vor dem Unglück mussten sie wegen Neuschnee und Wind und damit zu großer Lawinengefahr abbrechen. Am 24. September wurden sie gemeinsam mit dem Teamkollegen Martin Maier von einer Lawine erfasst und etwa 600 Höhenmeter nach unten mitgerissen. Lediglich Martin Maier konnte sich aus den Schneemassen befreien. Aufgrund der Wetterbedingungen sowie eines deshalb vom chinesischen Militär verhängten Flugverbots musste die Suche nach den Leichen der beiden verunglückten Bergsteiger eingestellt werden. Der von einem Sherpa gerettete Martin Maier erhob später Vorwürfe gegen Böhm und Steck.
Beruflich ist er internationaler Verkaufsmanager bei der Outdoor- und Bergsport-Firma Oberalp. Er lebt zurzeit in Aschheim bei München und hat zwei Söhne und eine Tochter.

## Sportliche Erfolge
- 2004: 5. Platz bei der deutschen Meisterschaft im Skibergsteigen
- 2005: 5. Platz bei der deutschen Meisterschaft im Skibergsteigen
- 23. August 2005: Geschwindigkeitsrekord im Höhenskibergsteigen im Alpinstil mit Skiabfahrt am Muztagata zusammen mit Sebastian Haag unter Leitung von Matthias Robl (Höhenunterschied: 3100 m; Aufstiegszeit: 9:25 h; Abfahrt: 1:16 h inkl. 13 min Gipfelrast; Gesamtzeit: 10:41 h)
- 3. August 2006: Geschwindigkeitsrekord am Gasherbrum II mit vollständiger Skiabfahrt, gemeinsam mit Sebastian Haag unter Leitung von Luis Stitzinger[8]
- 2008: 2. Platz in der Altersklasse „Senioren I“ bei der Patrouille des Glaciers zusammen mit Georg Nickaes und Gerhard Reithmeier
- 2010: 2. Platz in der Altersklasse „Senioren II“ bei der Patrouille des Glaciers zusammen mit Javier Martín de Villa und Pete Swenson[9]
- 30. September 2012: Geschwindigkeitsrekord im Höhenskibergsteigen auf den Gipfel des Manaslu und wieder hinunter in 23,5 h[10]